# Campana de Bochum
L'escultura urbana coneguda pel nom Campana de Bochum, ubicada a la plaça de la Gesta, a la ciutat d'Oviedo, Principat d'Astúries, Espanya, és una de les més d'un centenar que adornen els carrers de l'esmentada ciutat espanyola.
El paisatge urbà d'aquesta ciutat, es veu adornat per obres escultòriques, generalment monuments commemoratius dedicats a personatges d'especial rellevància en un primer moment, i més purament artístiques des de finals del segle xx.
Bochum és una de les ciutats més importants del  Vall del Ruhr, situat a la Rin del Nord-Westfàlia, a Alemanya. Es tracta d'una ciutat industrial, amb gran varietat d'indústries i seu d'una universitat. Al setembre de 1979 hi va haver una iniciativa per part de l'alcalde de Bochum per realitzar l'agermanament d'aquella amb alguna ciutat espanyola a través de l'Ambaixada d'Espanya a Bonn; Ple de l'Ajuntament d'Oviedo ho va acceptar per unanimitat en la sessió del dia 26 d'octubre de 1980, sent alcalde Luis Riera Posada.
Per donar més rellevància a aquest agermanament es va fer la inauguració el 10 d'octubre de 1987, d'una important ronda de circumval·lació de la ciutat alemanya, l'Oviedo Ring, descobrint una placa amb el nom en què es puntualitza que Oviedo i Bochum són ciutats agermanades des de 1980.
Per la seva banda, l'Ajuntament d'Oviedo va inaugurar la coneguda com a Plaça Bochum, petita plaça en forma de triangle rectangle format pel Carrer Independència, que faria d'hipotenusa i la façana de l'Escola Tècnica Superior d'Enginyers de Mines de la Universitat d'Oviedo, que faria de catet major.
A 1990, en celebrar el desè aniversari de l'agermanament l'Ajuntament de Bochum va donar a la ciutat d'Oviedo una gran campana que pot admirar avui a la Plaça de la Gesta, al peu de la qual pot llegir-se: Campana de Bochum R.F.A.-ciudad hermana de Oviedo-cedida por el Ayuntamiento de Bochum con ocasión del X Aniversario de la hermandad entre las dos ciudades.-Fue descubierta por su Alcalde H. Eikelbeck-el cinco de septiembre de mil novecientos noventa”. El cuerpo de la campana lleva graba la siguiente leyenda: “Schütz Land und Leut und Haus +MARIA+ breit den Mantel aus” (+MARÍA+ proteja bajo su amplio manto al país, a los hogares y a la gente”.
En resposta a aquest gest, a l'agost de 1991 la Ciutat d'Oviedo va regalar a la de Bochum un relleu de la Creu dels Àngels que va quedar instal·lada a l'escala de l'Ajuntament de la ciutat alemanya.